# Xã Oak Valley, Quận Bottineau, Bắc Dakota
Xã Oak Valley (tiếng Anh: Oak Valley Township) là một xã thuộc quận Bottineau, tiểu bang Bắc Dakota, Hoa Kỳ. Năm 2010, dân số của xã này là 52 người.